# تاكاهيرو سكينيي
تاكاهيرو سكينيي (باليابانية: 関根 貴大) (19 أبريل 1995 في تسوروغاشيما في اليابان – )؛ هو لاعب كرة قدم ياباني سابق كان يلعب كلاعب وسط.

## وصلات خارجية
- تاكاهيرو سكينيي على موقع رابطة كرة القدم اليابانية للمحترفين (اليابانية)
- تاكاهيرو سكينيي على موقع إي إس بي إن إف سي (الإنجليزية)
- تاكاهيرو سكينيي على موقع قاعدة بيانات كرة القدم.إي يو (الإنجليزية)
- تاكاهيرو سكينيي على موقع Soccerbase.com (لاعب) (الإنجليزية)
- تاكاهيرو سكينيي على موقع Soccerway.com (الإنجليزية)
- تاكاهيرو سكينيي على موقع عالم كرة القدم.نت (الإنجليزية)
- تاكاهيرو سكينيي على موقع كووورة